# 莫雷洛斯港
莫雷洛斯港（西班牙語：Puerto Morelos）是墨西哥金塔納羅奧州的一個城鎮和海港，位於尤卡坦半島。距離普拉亞德爾卡曼34公里。